# 旋转塔

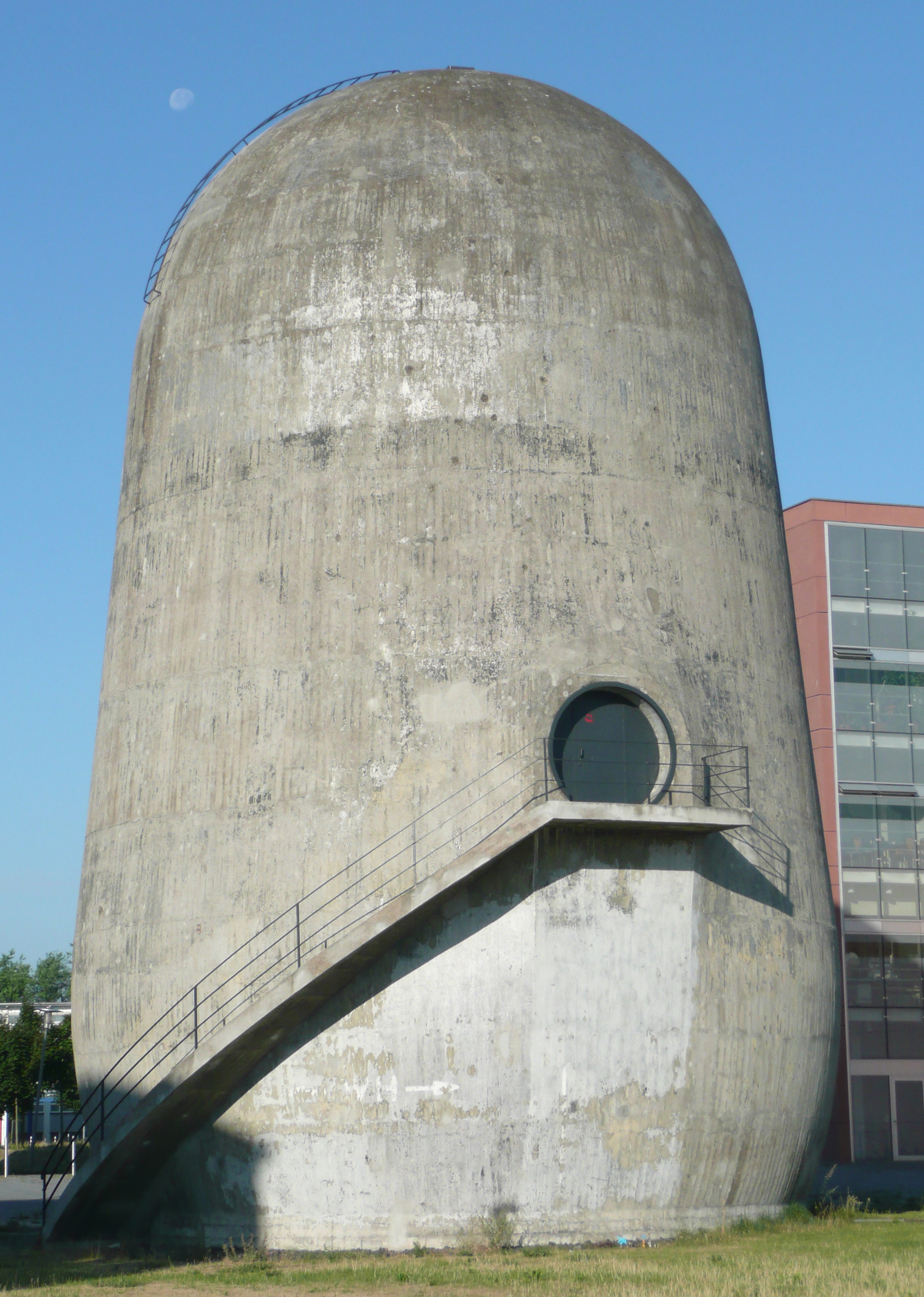
旋转塔

旋转塔（Trudelturm）是位于德国柏林阿德勒斯霍夫的一座高约20米的建筑，曾经是一座风洞。目前旋转塔的内部设施已不存在。该建筑由德國航空太空中心于1934-36年间建成。

## 在流行文化中
2005年，旋转塔在科幻电影《倩影刺客》中的一段情节里出現過。當時女主角查理兹·塞隆从塔的外部阶梯跑了上去。